# Еккль
Еккль (фр. Eccles) — муніципалітет у Франції, у регіоні О-де-Франс, департамент Нор. Населення — 88 осіб (01.01.2021).
Муніципалітет розташований на відстані близько 200 км на північний схід від Парижа, 90 км на південний схід від Лілля.

## Демографія
Динаміка населення ( ):

## Економіка
2010 року серед 66 осіб працездатного віку (15—64 років) 43 були активними, 23 — неактивними (показник активності 65,2%, у 1999 році було 73,8%). З 43 активних мешканців працювало 40 осіб (21 чоловік та 19 жінок), безробітними було 3 (2 чоловіки та 1 жінка). Серед 23 неактивних 4 особи були учнями чи студентами, 14 — пенсіонерами, 5 були неактивними з інших причин.